# Худ-Ривер (округ)
Округ Худ-Ривер (англ. Hood River County) располагается в штате Орегон, США. Официально образован 23 июня 1908 года. По состоянию на 2010 год, численность населения составляла 22 346 человек.

## География
По данным Бюро переписи США, общая площадь округа равняется 1383,061 км2, из которых 1351,981 км2 суша и 28,490 км2 или 2,100 % это водоёмы.

## Население
По данным переписи населения 2000 года в округе проживает 20 411 жителей в составе 7 248 домашних хозяйств и 5 175 семей. Плотность населения составляет 15,00 человек на км2. На территории округа насчитывается 7 818 жилых строений, при плотности застройки около 6,00-ти строений на км2. Расовый состав населения: белые — 53,27 %, афроамериканцы — 0,57 %, коренные американцы (индейцы) — 1,12 %, азиаты — 1,47 %, гавайцы — 0,12 %, представители других рас — 15,37 %, представители двух или более рас — 2,46 %. Испаноязычные составляли 25,02 % населения независимо от расы.
В составе 35,70 % из общего числа домашних хозяйств проживают дети в возрасте до 18 лет, 58,60 % домашних хозяйств представляют собой супружеские пары проживающие вместе, 8,80 % домашних хозяйств представляют собой одиноких женщин без супруга, 28,60 % домашних хозяйств не имеют отношения к семьям, 22,70 % домашних хозяйств состоят из одного человека, 9,90 % домашних хозяйств состоят из престарелых (65 лет и старше), проживающих в одиночестве. Средний размер домашнего хозяйства составляет 2,70 человека, и средний размер семьи 3,15 человека.
Возрастной состав округа: 28,00 % моложе 18 лет, 8,20 % от 18 до 24, 29,40 % от 25 до 44, 21,50 % от 45 до 64 и 21,50 % от 65 и старше. Средний возраст жителя округа 35 лет. На каждые 100 женщин приходится 98,90 мужчин. На каждые 100 женщин старше 18 лет приходится 99,20 мужчин.
Средний доход на домохозяйство в округе составлял 38 326 USD, на семью — 41 422 USD. Среднестатистический заработок мужчины был 31 658 USD против 24 382 USD для женщины. Доход на душу населения составлял 17 877 USD. Около 9,80 % семей и 14,20 % общего населения находились ниже черты бедности, в том числе — 17,30 % молодежи (тех, кому ещё не исполнилось 18 лет) и 7,80 % тех, кому было уже больше 65 лет.